# Racah Lectures in Physics
Racah Lectures in Physics é uma palestra anual apresentada no The Racah Institute of Physics da Universidade Hebraica de Jerusalém comemorando o Prof. Giulio Racah. Os palestrantes são selecionados dentre físicos de destaque mundial.

## Palestrantes
| Ano  | Palestrante                    |
| ---- | ------------------------------ |
| 1971 | Igal Talmi                     |
| 1972 | H. Pekeris                     |
| 1973 | Eugene Wigner                  |
| 1974 | D. Pines                       |
| 1975 | Gabriele Veneziano             |
| 1976 | Pierre-Gilles de Gennes        |
| 1977 | D. Wilkinson                   |
| 1978 | Hans Bethe                     |
| 1979 | Richard Dalitz                 |
| 1980 | Stanley Mandelstam             |
| 1981 | A. Abragam                     |
| 1982 | Tullio Regge                   |
| 1983 | Haim Harari                    |
| 1984 | H. Frauenfelder                |
| 1985 | E. Amaldi                      |
| 1986 | David Gross                    |
| 1987 | B. de Witt                     |
| 1988 | R.J. Glauber                   |
| 1989 | Francesco Iachello             |
| 1990 | J. Steinberger                 |
| 1991 | Alexander Polyakov             |
| 1992 | K.V. von Klitzing              |
| 1993 | Leo Kadanoff                   |
| 1994 | Edward Witten                  |
| 1995 | Michael Berry                  |
| 1996 | James Peebles                  |
| 1997 | Giorgio Parisi                 |
| 1998 | Nathan Seiberg                 |
| 1999 | Boris Altshuler                |
| 2000 | Andrei Linde                   |
| 2001 | Steven A. Kivelson             |
| 2002 | Ben Roy Mottelson              |
| 2003 | Bertrand Halperin              |
| 2004 | François Englert               |
| 2005 | Gerardus 't Hooft              |
| 2006 | Jacob David Bekenstein         |
| 2007 | Wolfram Weise                  |
| 2008 | Peter Zoller                   |
| 2009 | Juan Maldacena                 |
| 2010 | *"Racah Centennial Conference" |
| 2011 | Thomas Witten                  |
| 2012 | Anton Zeilinger                |
| 2013 | David Spergel                  |
| 2014 | Eva Andrei                     |
| 2015 | Bernard Derrida                |
| 2016 | Jörg Wrachtrup                 |